# Disa ecalcarata
Disa ecalcarata là một loài thực vật có hoa trong họ Lan. Loài này được (G.J.Lewis) H.P.Linder mô tả khoa học đầu tiên năm 1999.